# Liste der denkmalgeschützten Objekte in Timelkam
Die Liste der denkmalgeschützten Objekte in Timelkam enthält die 18 denkmalgeschützten, unbeweglichen Objekte der oberösterreichischen Marktgemeinde Timelkam.

## Denkmäler
| Foto |                 | Denkmal                                                                                   | Standort                                               | Beschreibung | Metadaten |
| ---- | --------------- | ----------------------------------------------------------------------------------------- | ------------------------------------------------------ | --- | --- |
| BW   | Datei hochladen | Hügelgräberfeld, Krenmaissen-Holz HERIS-ID: 45290 Objekt-ID: 46517                        | Flur Obereck Standort KG: Pichlwang                    | | BDA-Hist.: Q38014917 Status: Bescheid Stand der BDA-Liste: 2025-06-30 Name: Hügelgräberfeld, Krenmaissen-Holz GstNr.: 1673/7 Hügelgräberfeld Krenmaissen-Holz              |
| ja   | Datei hochladen | Abschnittsbefestigung Kohberg HERIS-ID: 58363 Objekt-ID: 68995                            | Flur Leidern Standort KG: Timelkam                     | Anmerkung: Die Abschnittsbefestigung Kohberg erstreckt sich über die Gemeinden Timelkam und Gampern. Anmerkung: Wald- und Wiesengrundstück; Standort näherungsweise angegeben. | BDA-Hist.: Q38082747 Status: Bescheid Stand der BDA-Liste: 2025-06-30 Name: Abschnittsbefestigung Kohberg GstNr.: 318/1                                                    |
| ja   | Datei hochladen | Aufnahmsgebäude Timelkam HERIS-ID: 45898 Objekt-ID: 47423                                 | Leidern 17 Standort KG: Timelkam                       | | BDA-Hist.: Q38018066 Status: Bescheid Stand der BDA-Liste: 2025-06-30 Name: Aufnahmsgebäude Timelkam GstNr.: .170 Station building of Bahnhof Timelkam                     |
| ja   | Datei hochladen | Marktturm, ehem. Mautturm HERIS-ID: 38736 Objekt-ID: 38330                                | Linzer Straße Standort KG: Timelkam                    | Ein in den Jahren 1608 bis 1610 errichteter Mautturm mit Zeltdach. Bis 1842 Sitz des Marktrates und von 1706 bis 1919 als Mautturm in Verwendung. | BDA-Hist.: Q15119741 Status: § 2a Stand der BDA-Liste: 2025-06-30 Name: Marktturm, ehem. Mautturm GstNr.: .79 Marktturm Timelkam                                           |
| ja   | Datei hochladen | Wohnhaus HERIS-ID: 101892 Objekt-ID: 118239                                               | Linzer Straße 25 Standort KG: Timelkam                 | Erstmals errichtet um das Jahr 1600, von 1618 bis 1929 Gastwirtschaft, von 1655 bis 1913 Lebzelterhaus, von 1860 bis ca. 1900 Postamt, von 1928 bis 1953 Vorschusskasse, von 1929 bis 1954 Gemeindeamt, von 1954 bis 1990 Wohnhaus und seit dem Heimathaus sowie historisches Gemeindearchiv.                                                                                 | BDA-Hist.: Q37789243 Status: § 2a Stand der BDA-Liste: 2025-06-30 Name: Wohnhaus GstNr.: .105/1                                                                            |
| ja   | Datei hochladen | Evangelisches Pfarrhaus, ehem. Kindergarten HERIS-ID: 38735 Objekt-ID: 38329              | Linzer Straße 42 Standort KG: Timelkam                 | 1733 als Spital errichtet, von 1778 bis 1883 als Volksschule genutzt, von 1885 bis 1975 erste Timelkamer Kinderbewahrungsanstalt und seit 1977 evangelisches Pfarrhaus. | BDA-Hist.: Q37983565 Status: Bescheid Stand der BDA-Liste: 2025-06-30 Name: Evangelisches Pfarrhaus, ehem. Kindergarten GstNr.: .120 Evangelisches Pfarramt in Timelkam    |
| ja   | Datei hochladen | Evang. Pfarrkirche A.B., Johanneskirche samt Einrichtung HERIS-ID: 38738 Objekt-ID: 38332 | Linzer Straße 44 Standort KG: Timelkam                 | Eine 1733 errichtet Saalkirche mit eingezogenem Halbkreischor. Den Sakralbau zieren eine Orgel im historischen Gehäuse aus dem 18. Jahrhundert und ein 1735 entstandenes Altarbild von Martino Altomonte. Bis 1951 Privatkirche, von 1951 bis 1965 katholische Pfarrkirche und anschließend bis 1970 Filialkirche. Seit 1970 Kirche der Evangelischen Pfarrgemeinde Timelkam. | BDA-Hist.: Q25423622 Status: Bescheid Stand der BDA-Liste: 2025-06-30 Name: Evang. Pfarrkirche A.B., Johanneskirche samt Einrichtung GstNr.: .121 Johannes-Kirche Timelkam |
| ja   | Datei hochladen | Ehem. Pfarrhof, heute Vereinshaus HERIS-ID: 38737 Objekt-ID: 38331                        | Pollheimerstraße 13 Standort KG: Timelkam              | | BDA-Hist.: Q37983581 Status: § 2a Stand der BDA-Liste: 2025-06-30 Name: Ehem. Pfarrhof, heute Vereinshaus GstNr.: 772/8                                                    |
| ja   | Datei hochladen | Figurenbildstock hl. Johannes Nepomuk HERIS-ID: 101979 Objekt-ID: 118329                  | Salzburger Straße 1, in der Nähe Standort KG: Timelkam | | BDA-Hist.: Q37789525 Status: § 2a Stand der BDA-Liste: 2025-06-30 Name: Figurenbildstock hl. Johannes Nepomuk GstNr.: 1077/2                                               |
| ja   | Datei hochladen | Feuerwehrdepot HERIS-ID: 101904 Objekt-ID: 118252                                         | Ungenacher Straße 2 Standort KG: Timelkam              | | BDA-Hist.: Q37789281 Status: § 2a Stand der BDA-Liste: 2025-06-30 Name: Feuerwehrdepot GstNr.: 706/2                                                                       |
| ja   | Datei hochladen | Hausberganlage Perkhaim HERIS-ID: 46940 Objekt-ID: 49333                                  | Urzenweg Standort KG: Timelkam                         | → Hauptartikel : Burgstall Perkheim f1 | BDA-Hist.: Q15790439 Status: Bescheid Stand der BDA-Liste: 2025-06-30 Name: Hausberganlage Perkhaim GstNr.: 361/1, 373/1 Hausberganlage Perkhaim                           |
| ja   | Datei hochladen | Altwartenburg samt Turm HERIS-ID: 38739 Objekt-ID: 38333                                  | Altwartenburg 4 Standort KG: Wartenburg                | Eine ehemalige Burg, von der nur mehr der Bergfried erhalten ist und deren in unmittelbarer Nähe ein Schloss steht, welches auch nur mehr in Fragmenten vorhanden ist. | BDA-Hist.: Q1614451 Status: Bescheid Stand der BDA-Liste: 2025-06-30 Name: Altwartenburg samt Turm GstNr.: .143/2, .143/3 Altwartenburg, Timelkam                          |
| ja   | Datei hochladen | Schloss Neuwartenburg samt Falkenhaus HERIS-ID: 38740 Objekt-ID: 38334                    | Neuwartenburg 2 Standort KG: Wartenburg                | Am rechten Vöcklaufer, unterhalb der ehemaligen Burg Wartenburg. Das Schloss wurde im Auftrag von Johann Albert Graf Saint-Julien-Wallsee (1673–1766) von dem Wiener Architekten Anton Erhard Martinelli zwischen 1730 und 1732 erbaut. | BDA-Hist.: Q22092685 Status: Bescheid Stand der BDA-Liste: 2025-06-30 Name: Schloss Neuwartenburg samt Falkenhaus GstNr.: .151, .157 Schloss Neu-Wartenburg                |
| ja   | Datei hochladen | Kath. Filialkirche hl. Anna HERIS-ID: 52447 Objekt-ID: 59266                              | Oberthalheim 16, in der Nähe Standort KG: Wartenburg   | Eine ehemalige Klosterkirche in barocken Stil mit spätgotischem Kern. | BDA-Hist.: Q1303290 Status: § 2a Stand der BDA-Liste: 2025-06-30 Name: Kath. Filialkirche hl. Anna GstNr.: .174 St.-Anna-Kirche (Oberthalheim)                             |
| ja   | Datei hochladen | Maria Immaculata HERIS-ID: 94556 Objekt-ID: 109714                                        | Oberthalheim 16, in der Nähe Standort KG: Wartenburg   | Barocke Statue der Unbefleckten Empfängnis (1735) vor dem Eingang der Filialkirche Oberthalheim mit der Inschrift am Sockel: „Mit der Sonne umkleidet und der Mond unter ihren Füßen“ (Offb. 12,1). | BDA-Hist.: Q37764628 Status: § 2a Stand der BDA-Liste: 2025-06-30 Name: Maria Immaculata GstNr.: 1154/1 Maria Immaculata, Oberthalheim                                     |
| ja   | Datei hochladen | Friedhof mit Friedhofskapelle HERIS-ID: 94561 Objekt-ID: 109719                           | Oberthalheim Standort KG: Wartenburg                   | | BDA-Hist.: Q37764640 Status: § 2a Stand der BDA-Liste: 2025-06-30 Name: Friedhof mit Friedhofskapelle GstNr.: .175, .176, 1153, 1158/2, 1158/10, 1158/14                   |
| ja   | Datei hochladen | Ehem. Kloster HERIS-ID: 52446 Objekt-ID: 59265                                            | Oberthalheim 16 Standort KG: Wartenburg                | Erstes Paulanerkloster im deutschsprachigen Raum, das auf Veranlassung von Wolfgang von Polheim Ende des 15. Jahrhunderts errichtet wurde. | BDA-Hist.: Q38051440 Status: § 2a Stand der BDA-Liste: 2025-06-30 Name: Ehem. Kloster GstNr.: 1154/2                                                                       |
| ja   | Datei hochladen | Wohnhaus, sog. Schleisshaus HERIS-ID: 109439 Objekt-ID: 127064                            | Oberthalheim 21 Standort KG: Wartenburg                | | BDA-Hist.: Q37814809 Status: Bescheid Stand der BDA-Liste: 2025-06-30 Name: Wohnhaus, sog. Schleisshaus GstNr.: 1155                                                       |